# Vanilla sprucei
Vanilla sprucei är en orkidéart som beskrevs av Robert Allen Rolfe. Vanilla sprucei ingår i släktet Vanilla och familjen orkidéer. Inga underarter finns listade i Catalogue of Life.